# Château de la Mazure
Le Château de la Mazure ou encore Château de la Masure est un château français situé à Forcé, dans le département de la Mayenne et la région des Pays de la Loire. Il est situé sur la Jouanne, à 1 500 mètres au Sud du bourg.

## Désignation
- Manoir (Hubert Jaillot).
- Ferme et bois (Carte de Cassini).
- Pierre-François Davelu, quand il dit à l'article Forcé qu'il y a « une chapelle appelée Masure », veut désigner probablement la Cassine et non la Mazure, où il n'y eut jamais de chapelle.

## Histoire
M. Duchemin de la Barberie établit à la M., en 1767, une blanchisserie très importante qui permit à la fabrique de Laval de lutter avantageusement avec Lyon et Troyes pour la perfection du blanchissage des tissus. « On attribue cet avantage, écrit Le Paige, à la qualité des eaux de la Jouanne, qui sont douces et savonneuses ». Au mois de frimaire an VIII, une bande de Chouans vint enlever à la Mazure un lot de soixante-trois pièces de toiles. Républicains et Chouans y enlèvent tour à tour de la toile, novembre 1799. 
Le château, construit à la fin du XIXe siècle, avec une tenue de 375 hectares s'étendant sur les communes de Forcé, Entrammes, Boncham. 

## Sources et bibliographie
- « Château de la Mazure », dans Alphonse-Victor Angot et Ferdinand Gaugain, Dictionnaire historique, topographique et biographique de la Mayenne, Laval, A. Goupil, 1900-1910 [détail des éditions] (BNF 34106789, présentation en ligne)